# Montagne de Céüse
La montagne de Céüse est un sommet montagneux des Hautes-Alpes culminant à 2 016 m d'altitude. C'est un site classé Natura 2000. Elle constitue le point culminant du massif du Bochaine. Elle abrite de grandes parois d'escalade.

## Toponymie
D'après Lou Tresor dóu Felibrige (entrée « séuse, selze, selserou, salserou »), le nom de Céüse a pour origine le latin silex, -icis, et signifie « silex, caillou » en occitan.
Le nom de Céüse pourrait aussi provenir d'une origine celtique : Secussia en 1288 qui devient Séüse en 1522. Segusius signifierait « espèce de chien d'origine celtique » auquel est ajouté le suffixe adjectival -ia qui signifie « montagne ». Ainsi, Secussia devient Céüse, la « montagne des chiens ».

## Géographie

### Topographie
La montagne de Céüse est un sommet des Alpes du Sud s'élevant dans le département français des Hautes-Alpes, entre Gap et Veynes, dans la région naturelle du pays du Buëch. Son relief est constitué d'une corniche en forme de fer à cheval. Elle culmine à 2 016 m d'altitude au pic de Céüse, à l'est de la corniche. Sur le versant est, un passage nommé pas du Loup permet d'accéder au plateau de Céüse.

### Géologie
La montagne de Céüse est un bel exemple de synclinal perché, comme la montagne de Saint-Genis, au nord d'Eyguians, dans le même massif.

## Activités

### Station de sports d'hiver
La montagne de Céüse abrite une petite station de ski sur la commune de Manteyer ainsi qu'au col des Guérins, au-dessus de Sigoyer. Cette station a été fermée durant l'hiver 2020.

### Site d'escalade
Les falaises de Céüse sont aussi un site d'escalade très connu des grimpeurs. On y trouve l'une des voies les plus dures au monde : Biographie ou Realization : 9a+ (niveau quasi extrême en escalade). Elle regorge également de voies de niveau 9a et plus comme Le Cadre, Three degrees of separation, Lulu, Pornographie de niveau 9a ou encore Ratstaman Vibrations réalisée par Alexander Megos proposée 9b.
Début août 2020, le grimpeur allemand Alexander Megos vient à bout de la voie voisine de Biographie : Bibliographie et propose 9c, ce qui en aurait fait la seconde voie de l'histoire cotée 9c. Néanmoins, elle est rétrogradée en 9b+ après la répétition de Stefano Ghisolfi.
Ceüse comprend plus de 800 voies avec des difficultés de 5a à 9b+. Différentes autres voies se trouvent dans la forêt en contrebas, celles-ci se situent sur des blocs et peuvent se faire avec ou sans corde.

### Via ferrata
La via ferrata de Céüse a un dénivelé de 60 mètres une altitude de départ de 1 900 mètres et une altitude d'arrivée de 1 960 mètres. Elle a une difficulté AD. C’est en fait une belle randonnée de 4 heures agrémentée d’une petite via ferrata en son milieu.

### Protection environnementale
La montagne fait partie, avec la montagne de Saint-Genis, du site Natura 2000 Céüse - Montagne d'Aujour - Pic de Crigne - Montagne de Saint-Genis.